# Viktor Kraft
Viktor Kraft (* 25. Oktober 1912 in Hausbrunn, Niederösterreich; † 16. Jänner 1998 in Wien) war ein österreichischer Architekt, Maler und Schriftsteller. Sein Wirken als Architekt ist nicht nur in Österreich, sondern auch in anderen Ländern dokumentiert. Zahlreiche Bilder, hauptsächlich Aquarelle, zeugen von seinem Schaffen als Maler. Von den schriftstellerischen Arbeiten Viktor Krafts sind Gedichte, Landschafts- und Reiseschilderungen und zeitgeschichtliche Aufsätze erhalten.

## Leben und Wirken
Die Eltern von Viktor Kraft, Rudolf Kraft (* 1877) und Maria (geb. Hubinger, * 1882) leben in Tirol, wo Rudolf Kraft im höheren Zollwachedienst tätig ist. Seine Frau Maria stammt aus Hausbrunn.
Als Kind kommt Viktor Kraft zu seiner Tante, Magdalena Hubinger, nach Mistelbach. Dort besuchte Viktor Kraft die Bürgerschule, absolvierte darauf das Salvatorianer-Collge in Graz (1927–1932) und beendet diese Schule mit der Matura. Danach studiert er bei den Salvatorianern „Am Hamberg“ (Oberösterreich), verlässt aber noch vor Studienabschluss den Orden. Von 1934 bis 1938 absolviert Viktor Kraft die Militärakademie in Wiener Neustadt.
Im Zweiten Weltkrieg als Jagdflieger eingesetzt, wird er über England abgeschossen und gerät in englisch-kanadische Kriegsgefangenschaft.
In Kanada hat er Kontakt zu Künstlerkreisen und beginnt ein Architekturstudium. 1944 heiratet Viktor Kraft durch Ferntrauung Charlotte (geb. Hübner) im Schloss Mirabell in Salzburg.
Nach der Rückkehr aus der Gefangenschaft und Familiengründung (Geburt der beiden Söhne Alexander Kraft, geb. 1948, und Rainer Maria Kraft, geb. 1955) setzt Viktor Kraft an der Technischen Universität in Wien das Architekturstudium fort.
1949 erfolgt die Sponsion zum Diplomingenieur und 1951 die Promotion zum Doktor der Technik mit der Dissertation „Entwurfsgedanken zum Krankenhausbau“. Er wurde am Grinzinger Friedhof bestattet.

### Der Architekt
Dipl.-Ing. Dr. Viktor Kraft wird ein gefragter Architekt: nicht nur in Niederösterreich, sondern auch in zahlreichen anderen Ländern (Deutschland, Italien, Nigeria u. a.) sind Architekturwerke Viktor Krafts dokumentiert.
Thematische Schwerpunkte sind neben dem Wohnbau auch sakrale Bauten, Schulen, Sportstätten, Industrie- und Geschäftsbauten sowie Ausstellungsarchitektur. Viktor Kraft ist auch ein gefragter Restaurator und Innenarchitekt.
Auszug aus der Architektur-Werkliste (Gesamtverzeichnis in: GAMON & GAMON: Viktor Kraft. Ausstellungskatalog, 2012 – siehe unten):
Österreich
- Breitenstein (NÖ): Filialkirche Breitenstein
- Gaweinstal (NÖ): Hauptschule
- Göllersdorf (NÖ): Hauptschule
- Graz (Stmk): Salvatorianer-Kolleg mit Kapelle
- Mistelbach (NÖ): Feuerwehrhaus
- Mistelbach (NÖ): Kosmos-Siedlung
- Mistelbach (NÖ): Sporthalle
- Mistelbach (NÖ): Volksschule
- Mistelbach (NÖ): Weinlandbad
- Salzburg (Sbg): Unfallkrankenhaus (Planung)
- Seibersdorf (NÖ): Schloß (Restaurierung)
- Wartmannstetten (NÖ): Marien-Dankes-Kirche Wartmannstetten
- Wien 6: Wohnhaus Mollardgasse 53–55
- Wien 9: Pensionsversicherungsanstalt Mariannengasse
- Wien 10: Kirche 12 Apostel (Anbau)
- Wien 21: Bundesrealgymnasium Franklinstraße (Restaurierung), Turnhalle

außerhalb Österreichs
- Kabul (Afghanistan): Fabriksanlage
- Kabul (Afghanistan): Krankenhaus
- Lagos (Nigeria): Bürohaus
- Lagos (Nigeria): Moschee
- Maiguduri (Nigeria): Moschee
- Siena (Italien): Messe-Pavillon
- Tripolis (Libyen): Messe-Pavillon
- Tunis (Tunesien): Messe-Pavillon
- Verona (Italien): Messe-Pavillon (1964, 1965, 1966)

### Der Maler
Viktor Kraft ist ein leidenschaftlicher Aquarellmaler. In zahlreichen Ausstellungen – auch international – stellt er sich seinen Bewunderern und Kritikern. Einer seiner Lieblings-Aufenthaltsorte ist das Stift Geras, wo er sich unter gleichgesinnten Künstlern wohl fühlt.

### Der Schriftsteller
Aus den schriftstellerischen Arbeiten von Viktor Kraft sind uns Gedichte, Landschafts- und Reiseschilderungen, zeitgeschichtliche Aufsätze und Fachaufsätze erhalten.

## Werke
- Aquarelle Wien, Selbstverlag, 1992.
- Baubeschreibung (der neuen Volksschule) In: Heimatkundliche Beilage zu den Mitteilungen der Stadtgemeinde Mistelbach: Mistelbach in Vergangenheit und Gegenwart, Band II, 1979, S. 87–90.
- Buchbesprechung. Handbuch für den Neuen Krankenhausbau (Hrsg. Paul Vogler). In: Der Aufbau. Monatsschrift für den Wiederaufbau. Stadtbauamt Wien, Wien, 1955, 10. Jg., Nr. 5, S. 198.
- Das Landesberufsschulinternat in Mistelbach. Baugeschichte und Baubeschreibung In: STADTGEMEINDE MISTELBACH (Hrsg.): Mistelbach in Vergangenheit und Gegenwart. Band 1: 1954 bis 1969. S. 288 und 290 f.
- Entwurfsgedanken zum Krankenhausbau 1951. Dissertation. Technische Universität, 1951.
- Gedanken zum Neubau des Allgemeinen Krankenhauses in Wien In: Der Aufbau. Monatsschrift für den Wiederaufbau. Stadtbauamt Wien, Wien, 1955, 10. Jg., Nr. 5, S. 176–178.
- Gedanken zum Neubau des Allgemeinen Krankenhauses S. 554 ff. In: LETTMAYER, Ferdinand: Wien um die Mitte des XX. Jahrhunderts. Verlag für Jugend und Volk, 1958. S. 554 ff.
- Kirche Breitenstein In: Architektur aktuell. Fach-Journal. Heft 71/1979. S. 41.
- Krankenhausbau im Wandel der Jahrhunderte In: Der Aufbau. Monatsschrift für den Wiederaufbau. Stadtbauamt Wien, Wien, 1955, 10. Jg., Nr. 5, S. 165–175.
- Mistelbach in den Zwanziger Jahren In: STADTGEMEINDE MISTELBACH (Hrsg.): Mistelbach in Vergangenheit und Gegenwart. Band II. 1977, S. 281–292.
- Sporthalle Mistelbach In: Architektur aktuell. Fach-Journal. Heft 71/1979. S. 25.

## Sekundärliteratur
- GAMON, Detlev und Irene GAMON: Viktor Kraft. Katalog zu den Ausstellungen in Hausbrunn und Mistelbach aus Anlass des 100. Geburtstages. Hüttendorf, Selbstverlag, 2012. ISBN 978-3-9503371-9-8.
- GAMON, Detlev und Irene GAMON: Viktor Kraft liest Mundartgedichte. DVD und Text-Begleitheft. Hüttendorf, Selbstverlag, 2012.
- MEIJL, van, Peter: Erzähl mir die Geschichte von Pater Titus Helde SDS. Wien, The Best Kunstverlag, 2011.
- WEIDLICH, Alfred, Johann LEITHNER, Georg GÖSTL, Oskar STEINER und Johann KUMMER: Mistelbach Chronik von 1914 bis 1988. In: STADTGEMEINDE MISTELBACH (Hrsg.): Mistelbach in Vergangenheit und Gegenwart. Heimatkundliche Beilage zu den Mitteilungen der Stadtgemeinde Mistelbach. Band 4. S. 1–121. Mistelbach, 1989.